# Tōno

Tōno (遠野市 Tōno-shi?) este un municipiu din Japonia, prefectura Iwate.

## Orașe înfrățite
- Salerno - Italia (1984)